# Троицкая церковь (Красное Село)
Храм Свято́й Тро́ицы (Тро́ицкая це́рковь) — православный храм в Красном Селе, памятник архитектуры «аннинского барокко». Был главным храмом летней воинской столицы Российской империи. Здесь молились царствовавшие представители Дома Романовых: от императрицы Екатерины I до императора Николая II.
Храм относится к Санкт-Петербургской епархии Русской православной церкви, входит в состав Красносельского благочиния. Настоятель — протоиерей Георгий Петрович Волобуев.

## История
Первым храмом в Красном Селе была деревянная церковь святой великомученицы Екатерины, построенная в годы правления Екатерины I. В 1732 году церковь сгорела; позднее на её месте появился военный госпиталь.
В 1733 году началось строительство нового каменного храма. Среди жертвователей на возведение церкви была императрица Анна Иоанновна. Закладка состоялась 16 (27) августа. Автором проекта был Иван Бланк.
20 (31) июля 1735 года протоиереем Иосифом Чедневским был освящён главный престол. Правый придел святой великомученицы Екатерины был освящён в 1737 году; левый придел святителя Николая Чудотворца, пристроенный в 1738 году, — в 1761 году. Придел святых праведных Симеона и Анны был освящён в 1822 году в средней части храма, с правой стороны, протоиереем Стахием Колосовым.
В 1851—1854 годах по повелению императора Николая I и проекту архитектора Александра Резанова, при участии Августина Камуцци, церковь была перестроена и расширена. В 1854 году территория храма была обнесена оградой, в юго-западной части которой по проекту архитектора Александра Резанова была устроена каменная часовня.
До передачи храма в епархиальное ведомство в 1812 году церковь находилась в ведении Павловского городского правления. До 1830-х годов рядом с храмом находилось кладбище.
В январе—феврале 1928 года приход храма поддерживал Иосифлянское движение. В 1937 году весь клир был расстрелян, богослужения прекращены и возобновлены лишь в феврале 1942 года.
Официально храм был закрыт по постановлению Леноблисполкома в 1938 году. Здание было переоборудовано под тюрьму, находившуюся в нём до начала Великой Отечественной войны. Каменная часовня в ограде была снесена.
В феврале 1942 года, вскоре после вступления немецких войск в Красное Село, Троицкая церковь была открыта и богослужения в ней проводились до конца 1943 года. Храм пострадал в начале 1944 года во время контрнаступления советских войск.
В 1960 году здание было приспособлено под Дом культуры: были снесены купол и верхний ярус колокольни.
В декабре 1994 года была образована православная община, которая, по разрешению администрации Дома культуры, стала частично использовать здание. Малое освящение храма состоялось 25 января 1995 года.
Полная передача храма приходу состоялась в 1998 году, после чего начались реставрационные работы: в 1996—1998 годах была полностью восстановлена колокольня, позднее — алтарные апсиды, а в 2002—2003 годах — купол.
В 1995 году Троицкая церковь была включена в число объектов исторического и культурного наследия, как памятник архитектуры федерального значения.
В 1994—2014 годах в восстановление храма внес большой вклад настоятель Алексий (Ганьжин), что отмечено митрополитом Варсонофием.

## Архитектура, убранство
Каменный храм построен в стиле «аннинского барокко», имеет колокольню со шпилем высотой около 32 метров. С правой стороны от входа в церковь находилась памятная доска о закладке храма.
Стены и своды храма были украшены расписными орнаментами. В храме находился высокий пятиярусный иконостас белого цвета с золочёными украшениями (уничтожен при закрытии храма в конце 1930-х годов). В настоящее время поэтапно создаётся его копия. Действует только центральный придел.
На колокольне имелось десять колоколов. Большой колокол весил 2,68 тонны и был отлит в 1764 году. Современный большой колокол был отлит в 2002 году.
Среди ранее находившихся святынь почитались:
- Серебряный вызолоченный напрестольный крест с вложенным кипарисовым крестом-мощевиком с 72 частицами святых мощей и святынь. Он был пожертвован в 1853 году красносельской крестьянкой Марией Никитичной Алексеевой.
- Явленный Образ Богомладенца Христа на руках св. прав. Симеона в киоте, находившийся в Симеоновском приделе. Был украшен серебряной ризой, с бриллиантами и драгоценными камнями. Обретён 11 (24) мая 1800 года близ дороги из Павловской слободы Красного Села в Санкт-Петербург. Находился в Троицком храме со дня обретения до закрытия храма в 1932-м году. C 1946 по 2016 годы образ находился в красносельской Александро-Невской церкви. А с 18 мая 2016 года образ, по благословению митрополита Санкт-Петербургского и Ладожского Варсонофия, из-за возникшей дискуссии о месте дальнейшего пребывания Образа, был перенесен в храм святого праведного Симеона Богоприимца, выстроенного на месте обретения иконы в мкр. Скачки г. Красное Село. А в Троицкий собор и церковь св. Александра Невского были переданы её точные списки.

## Приписные храмы
К Троицкой церкви были приписаны:
- Церковь святой благоверной княгини Ольги в Дудергофе.
- Церковь преподобного Серафима Саровского в Горелово.
- Часовня в церковной ограде.
- Каменная часовня, построенная в 1865 году на средства почетного гражданина А. Н. Бородулина[3] на месте обретения иконы святого Симеона, рядом с первой деревянной часовней.
- Три деревянные часовни в приходских деревнях.

В настоящее время к храму приписаны:
- Домовый храм Алексия, человека Божия, при Психоневрологическом интернате № 9.
- Часовня преподобного Антония Великого (в аэропорту Пулково).
- Часовня в церковной ограде (восстанавливается).
- Храм святой благоверной царицы Тамары.
- Часовня священномученика Иоанна (Богоявленского) в деревне Телези.

## Духовенство
| Настоятели церкви                 | Настоятели церкви                                             |
| Даты                              | Настоятель                                                    |
| --------------------------------- | ------------------------------------------------------------- |
| 1735—1745                         | священник Иоанн Тарасиев (1694—1751)                          |
| 1745 — ноябрь 1754                | священник Феодор Афанасьев (1709—1754)                        |
| 1754 — 2 февраля 1759             | священник Иоанн Андреев (1719—1759)                           |
| 3 апреля 1759 — 2 апреля 1809     | священник Стефан Феодоров (1730—1809)                         |
| 30 апреля 1809—1816               | священник Матфей Семёнович Мещерский (1770—после 1816)        |
| 1816 — 30 января 1850             | священник Пётр Васильевич Смирницкий (1772—1850)              |
| 30 января 1850 — 8 июля 1854      | священник Михаил Ермолаевич Горонович (1800—1854)             |
| 8 июля 1854 — 16 октября 1895     | протоиерей Иоанн Михайлович Знаменский (1818—1897)            |
| 16 октября 1895 — 23 августа 1900 | священник Иаков Александрович Смирницкий (1844—1900)          |
| 7 сентября 1900 — 22 марта 1908   | протоиерей Алексий Феодорович Дмитриев (1852—после 1917)      |
| 31 марта 1908 — 29 апреля 1917    | протоиерей Иоанн Иаковлевич Цветков (1849—1938)               |
| 29 апреля 1917—1920               | протоиерей Михаил Михайлович Смирнов (1858—1920)              |
| 14 марта 1920 — …                 | протоиерей Василий Павлович Бондырев (1873—1929, расстрелян)  |
| 1921—1936                         | обнаружить сведений пока не удалось                           |
| 1936 — 7 сентября 1937            | протоиерей Василий Григорьевич Крылов (1877—1937, расстрелян) |
| 1937 — 1942                       | храм не действовал                                            |
| февраль 1942—1943                 | священник Иоанн Александрович Пиркин (…—1944)                 |
| 1943—1994                         | храм не действовал                                            |
| 27 октября 1994—2014              | архимандрит Алексий (Ганьжин) (род. 1960)                     |
| 21 июня 2014 — настоящее время    | протоиерей Георгий Петрович Волобуев (род. 1969)              |